# (73465) Buonanno
Pour les articles homonymes, voir Buonanno.
(73465) Buonanno est un astéroïde de la ceinture principale.

## Description
(73465) Buonanno est un astéroïde de la ceinture principale. Il fut découvert le 10 juillet 2002 à Campo Imperatore par le programme CINEOS. Il présente une orbite caractérisée par un demi-grand axe de 2,75 UA, une excentricité de 0,13 et une inclinaison de 13,6° par rapport à l'écliptique.

## Compléments